# Paramyro apicus
Paramyro apicus là một loài nhện trong họ Agelenidae.
Loài này thuộc chi Paramyro. Paramyro apicus được miêu tả năm 1973 bởi Raymond Robert Forster & Wilton.